# Ишимбай Акбердин
Ишимбай Акбердин (баш. Ишембай Аҡбирҙин; 1770—1831) — основатель (первопоселенец) деревни Ишимбаево (первая фиксация — 1816 год) на левом берегу реки Белой, преобразованная в 1940 году в город Ишимбай, названный в честь его имени.
В настоящий момент деревня — микрорайон Старый Ишимбай города Ишимбая.

## Биография
Ишимбай Акбердин был юрматинцем. В ревизской сказке 1816 года указано имя его матери — Юлдашбика Кулумбетова (1736 года).
Ишимбай Акбердин отец 4 дочерей (Махбиба 1809, Загифа 1811, Мухибямал 1825, Хабибямал 1828) и 8 сыновей: Мухаметьян (1797—1834), Салимьян (1806 года), Исмагил (1815 года), Вильдан (1808 года), Аюп (или Аюб) (1813 года), Якуп (1818 года), Исхак (1828 года), Мухаметгали (1828 года рождения).

Ошибочно считалось, что у Ишимбая Акбердина было 7 сыновей и 2 дочери. Ошибка впервые встречается в работе А. З. Асфандиярова «История башкирских сел и деревень». Но взглянув на ревизские сказки 1816 и 1834 года деревни Ишимбаево всё становится предельно ясно.

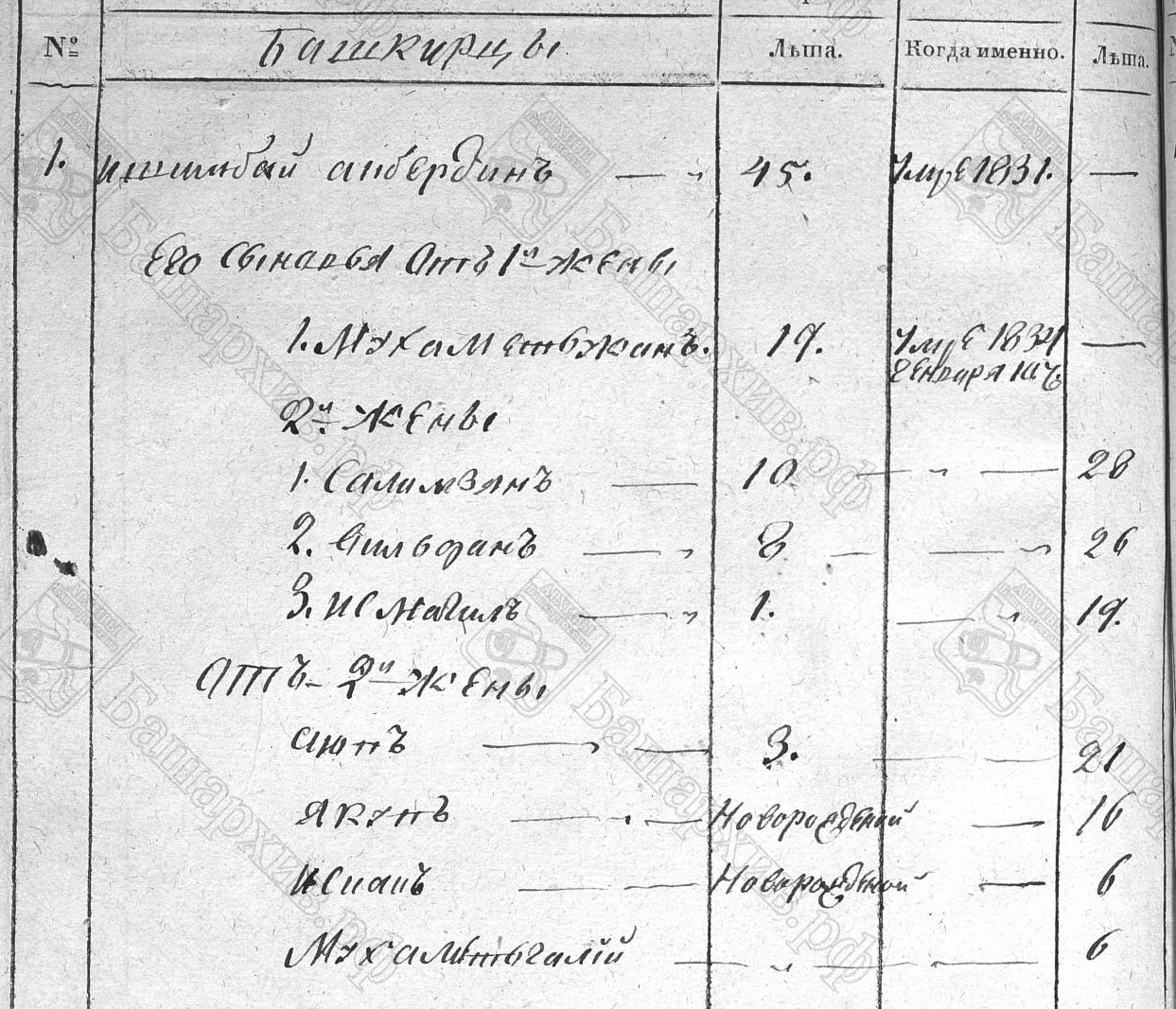
Ревизская сказка 1834 года деревни Ишимбаево где присутствует Ишимбай Акбердин и 8 его сыновей.

Известно имя его брата — Даут Акбердин, потомки которого так же отмечены во всех ревизских сказках деревни.
А. З. Асфандияров, историк Башкортостана, писал:

Ишимбай Акбердин и его дети были зажиточными крестьянами, чиновниками юртового и кантонного управлений. Деревня из одного двора имела все атрибуты власти — деревенского начальника, юртового десятника с административно-полицейскими функциями.— http://ufagen.ru/places/ishimbayskiy/ishimbay.html
В местном фольклоре известен как Ишим-бабай (Дед Ишим). Его имя использовалась как торговая марка «Дед Ишим» ОАО «Ишимбайский хлебокомбинат».
Депутат и председатель общественной организации Башкирского народного центра «Юрматы» Рахимов М. Г. предлагает назвать одну из улиц города Ишимбая его именем. Ишимбаю Акбердину посвящена книга Минигалея Якупова «Сотник, деревня, город Ишимбай» (2005).